# Yilmar Zea
Yilmar Ferneis Zea Chávez (n. Quibdó, Colombia, 25 de febrero de 1988) es un futbolista colombiano. Juega como delantero y su actual equipo es la Asociación Deportiva San Carlos de la Segunda División de Costa Rica.

## 2014
El domingo 21 de diciembre obtuvo el subcampeonato del torneo de apertura de la Liga de Ascenso 2014, anotando un gol de tiro libre al minuto 91.
Su equipo, la Asociación Deportiva San Carlos perdió en el marcador global 3 - 4 ante su rival Barrio México.

## Estadísticas

### Clubes
La siguiente tabla detalla los encuentros disputados y los goles marcados por Yilmar Zea en los clubes en los que ha militado.
| Club                              | Temporada           | Liga | Liga | Copas Nacionales * | Copas Nacionales * | Copas Internacionales ** | Copas Internacionales ** | Total | Total |
| Club                              | Temporada           | PJ   | G    | PJ                 | G                  | PJ                       | G                        | PJ    | G     |
| --------------------------------- | ------------------- | ---- | ---- | ------------------ | ------------------ | ------------------------ | ------------------------ | ----- | ----- |
| Independiente Medellín · Colombia | 2006                | 0    | 0    | 0                  | 0                  | 0                        | 0                        | 0     | 0     |
| Independiente Medellín · Colombia | Total               | 0    | 0    | 0                  | 0                  | 0                        | 0                        | 0     | 0     |
| Jaguares de Tapachula · México    | 2007 - 2008         | 25   | 6    | 0                  | 0                  | 0                        | 0                        | 25    | 6     |
| Jaguares de Tapachula · México    | Total               | 25   | 6    | 0                  | 0                  | 0                        | 0                        | 25    | 6     |
| San Carlos · Costa Rica           | 2014 - 2015         | 14   | 4    | 0                  | 0                  | 0                        | 0                        | 14    | 4     |
| San Carlos · Costa Rica           | Total               | 14   | 4    | 0                  | 0                  | 0                        | 0                        | 14    | 4     |
| Total en su carrera               | Total en su carrera | 39   | 10   | 0                  | 0                  | 0                        | 0                        | 39    | 10    |